# Ross (Northumberland)
Ross – osada w Anglii, w hrabstwie Northumberland. W 1951 osada liczyła 31 mieszkańców.